# Larraine

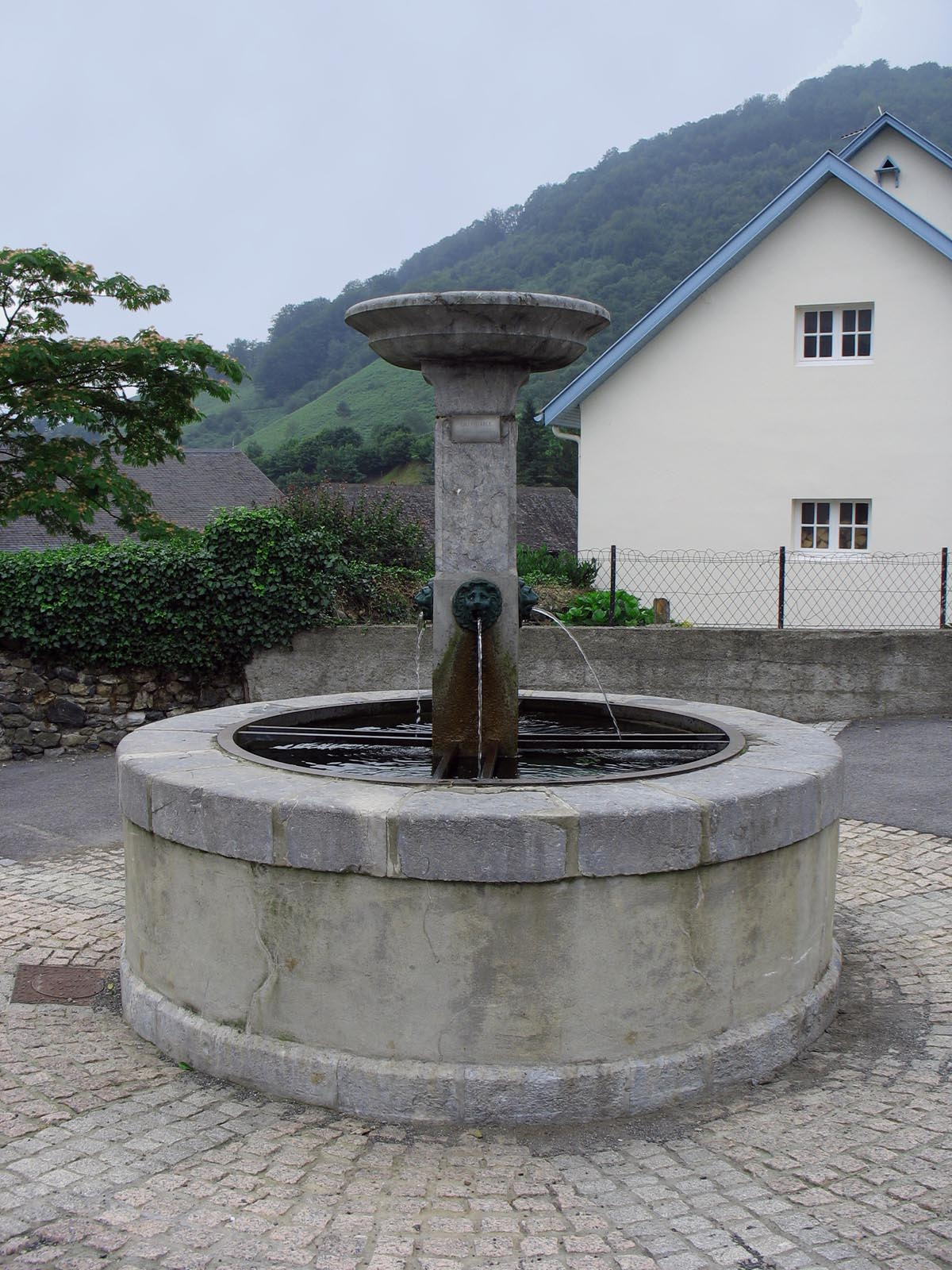
La font de Larraine.

Larraine (en francès i oficialment Larrau) és un municipi d'Iparralde al territori de Zuberoa, que pertany administrativament al departament dels Pirineus Atlàntics (regió de la Nova Aquitània). Limita amb les comunes d'Altzai-Altzabeheti-Zunharreta i Lakarri-Arhane-Sarrikotagaine al nord, Etxebarre i Ligi-Atherei al nord-est, Mendibe al nord-oest, Urdatx-Santa-Grazi a l'est, Lekunberri a l'oest i Otsagabia (Navarra) al sud.
La comuna és travessada pel riu Gave de Larrau, afluent del Saison. Geogràficament, a Larraine té lloc la intersecció entre el paral·lel nord 43 i el meridià 1 a l'oest de Greenwich, segons el Degree Confluence Project. El sud de la comuna té frontera amb Espanya. És la localitat natal de Clémence Richard, (1830-1915), segona esposa del príncep Louis Lucien Bonaparte, filòleg i polític francès del segle xix que va estudiar els diferents dialectes del basc.

## Demografia
| Evolució de la població |      |      |      |       |       |       |       |       |
| 1793                    | 1800 | 1806 | 1821 | 1831  | 1836  | 1841  | 1846  | 1851  |
| 848                     | 813  | 751  | 948  | 1 004 | 1 157 | 1 188 | 1 235 | 1 170 |

| 1856  | 1861  | 1866  | 1872  | 1876 | 1881 | 1886 | 1891 | 1896 |
| ----- | ----- | ----- | ----- | ---- | ---- | ---- | ---- | ---- |
| 1 307 | 1 190 | 1 167 | 1 048 | 948  | 886  | 919  | 857  | 861  |

| 1901 | 1906 | 1911 | 1921 | 1926 | 1931 | 1936 | 1946 | 1954 |
| ---- | ---- | ---- | ---- | ---- | ---- | ---- | ---- | ---- |
| 846  | 840  | 790  | 897  | 698  | 615  | 600  | 544  | 458  |

| 1962 | 1968 | 1975 | 1982 | 1990 | 1999 | 2006 | 2011 | 2016 |
| ---- | ---- | ---- | ---- | ---- | ---- | ---- | ---- | ---- |
| 450  | 405  | 345  | 298  | 241  | 214  | -    | -    | -    |

| 2019 | - | - | - | - | - | - | - | - |
| ---- | - | - | - | - | - | - | - | - |
| -    | - | - | - | - | - | - | - | - |